# Symphonie no 1 de Hovhaness
Exile
Pour les articles homonymes, voir Symphonie no 1.
La Symphonie no 1 « Exile », Op. 17.2 est la première symphonie du compositeur américain Alan Hovhaness. La pièce a été composée en 1936 et créée par l'Orchestre symphonique de la BBC sous la direction de Leslie Heward le 26 mai 1939. L'œuvre commémore le génocide du peuple arménien, y compris la disparition de la famille paternelle de Hovhaness, pendant l'occupation turque ottomane durant la Première Guerre mondiale. La symphonie est dédiée à l'écrivain et philosophe anglais Francis Bacon.

## Historique
Il n'est pas du tout certain que ce soit sa première symphonie. Hovhaness a détruit une grande partie de ses premières compositions (il était insatisfait) et il est probable que parmi les œuvres détruites, figurent une ou plusieurs symphonies. Cette première symphonie officielle contient tous les ingrédients qui reviendront par la suite dans sa musique.
Hovhaness est un homme utilisant des mélodies amples qui ont une structure très classique. Dans presque toutes ses œuvres, on retrouve son goût vers les mêmes matériaux que ceux de la musique de Johann Sebastian Bach et Georg Friedrich Händel si populaires : des fugues, des hymnes, des chorals s'appuyant sur le contrepoint classique.

## Structure
1. Andante espressivo
2. Grazioso
3. Finale : Andante; presto.

## Orchestration
| Instrumentation de la cinquième symphonie                                     |
| Cordes                                                                        |
| premiers violons, seconds violons, altos, violoncelles, contrebasses, 1 harpe |
| Bois                                                                          |
| 2 flûtes, 2 hautbois, 2 clarinettes, 2 bassons                                |
| Cuivres                                                                       |
| 4 cors, 3 trompettes, 3 trombones, 1 tuba                                     |
| Percussions                                                                   |
| timbales                                                                      |

## Source de la traduction
- (nl)/(en) Cet article est partiellement ou en totalité issu des articles intitulés en néerlandais « Ballingschapssymfonie » (voir la liste des auteurs) et en anglais « Symphony No. 1 (Hovhaness) » (voir la liste des auteurs).